# Parafia Narodzenia Najświętszej Maryi Panny w Wiazyniu
Parafia Narodzenia Najświętszej Maryi Panny w Wiazyniu – rzymskokatolicka parafia znajdująca się w archidiecezji mińsko-mohylewskiej, w dekanacie wilejskim, na Białorusi.

## Historia
W 1543 r. właściciel Wiazynia wojewoda witebski Jerzy Nasiłowski ufundował kościół pod wezwaniem św. Anny. Od drugiej połowy XVII w. kościół miał status filii parafii w Ilii. Świątynia znajdowała się przy wjeździe do wioski od strony Ilii, na wzniesieniu po prawej stronie drogi. W drugiej połowie XVIII w. po restauracji przeprowadzonej przez wileńskie benedyktynki, do których od XVII w. należało miasteczko, kościół miał dwie wieże i zakrystię. Wnętrze zdobiły trzy ołtarze: główny z obrazem św. Anny i boczne Maryi Panny i św. Benedykta. W 1830 r. wybudowano nową świątynię. W wyniku represji po powstaniu styczniowym, w 1864 r. zlikwidowano parafię w Ilii. Zamknięto wówczas kościół w Wiazyniu i przekazano go Kościołowi Prawosławnemu. Na jego miejscu wybudowano później cerkiew. Po drugiej stronie szosy zachował się stary katolicki cmentarz. Znajdują się na nim grobowce rodzin Bielskich, Gieczewiczów, Jankowskich. Archiwalne dokumenty z tego okresu wzmiankują o istnieniu w Wiazyniu kościoła filialnego olkowickiej parafii. Obecny kościół został zbudowany w 1908 r. jako kaplica. Odnowiono go w 1993 r.